# 孪生公主记 (2021年电视剧)
《孪生公主记2021》（羅馬化：Kaew Lerm Korn）是一部由安莎达彭·斯莉瓦塔娜功、科恩·希瑞嵩领衔主演的泰国时代爱情剧。此剧翻拍自2005年播出的同名电视剧，于2021年1月27日起至2021年3月4日，每周三至周四晚上8时15分通过One 31台播出。

## 演员阵容
- 安莎达彭·斯莉瓦塔娜功 饰演 Kaew／Chidchanok （Nok）
- 科恩·希瑞嵩 饰演 Muengman（Noom）
- 多姆·海特拉库（英语：Dom Hetrakul） 饰演 Diew
- 素恩素答·拉万帕瑟（英语：Sueangsuda Lawanprasert） 饰演 Jao Noi
- 爱琳·尤格达塔 饰演 Kanthong
- 吉迪鹏·普洛帕拉达朋 饰演 Kajorn
- 格兰可·康侃 饰演 Premkamon
- 阿那德鹏·思里醇慕桑 饰演 Ming（客串）
- 坤纳功·格潘 饰演 Banpot（客串）